# Anthocleista grandiflora
Anthocleista grandiflora (Afrikaans: Boskoorsboom) is een slanke, altijdgroene, tot 30 m hoge boomsoort met grote bladeren en bloemen, inheems van Zuid-Afrika tot in Kenia. Het is de enige van ongeveer 50 soorten van het genus die zuidelijk tot in (noordelijk) Zuid-Afrika voorkomt. Het genus bevat fikse bomen, maar wordt tot de Gentiaanfamilie gerekend.
Olifanten eten graag de 150x45 cm grote bladeren en ook rundvee eet de gevallen bladeren. Zwijnen, apen en vogels doen zich te goed aan de 30 mm lange ovale vruchten. Het hout is licht maar barst niet wanneer er een spijker doorheen geslagen wordt. Het is wel voor fruitdozen gebruikt.

## Medische toepassing
De boom wordt in de traditionele geneeskunde gebruikt als middel tegen malaria, wormen, diabetes, seksueel overdraagbare ziektes en epilepsie. De medische waarde is onderwerp van studie. Toxicologische studies hebben laten zien dat een extract van de bast geen mortaliteit bij muizen veroorzaakte vanaf 1000 mg/kg lichaamsgewicht.
De boom bevat een tweetal monoterpenoïden, glucosiden van het sweroside-type, grandifloroside en methylgrandifloroside geheten.

## Galerij

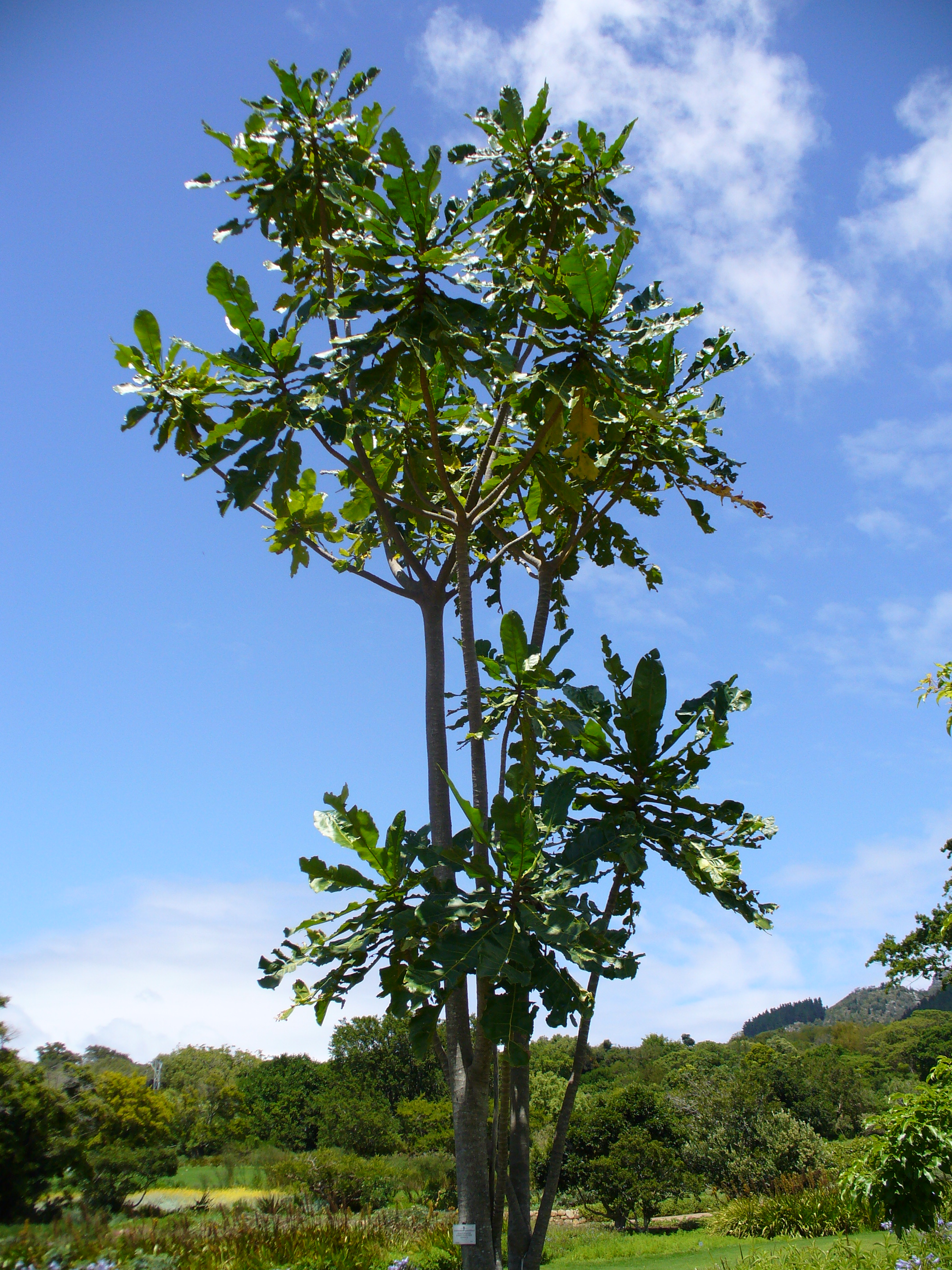
Een typische boom
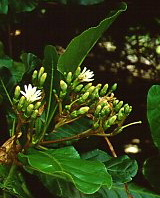
Bloesem
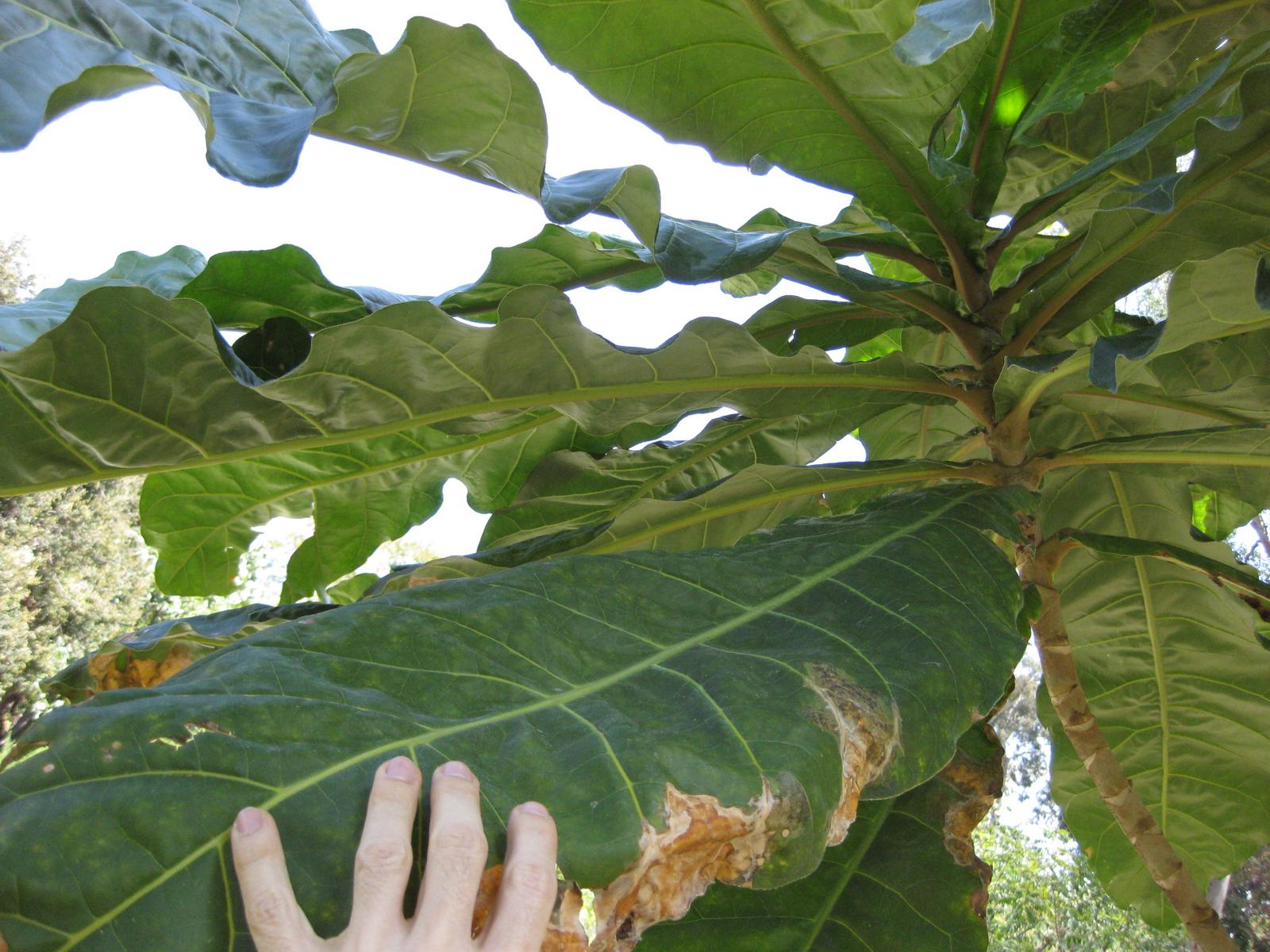
De bladeren worden wel met die van de tabaksplant vergeleken